# Sant Albert (Riga)

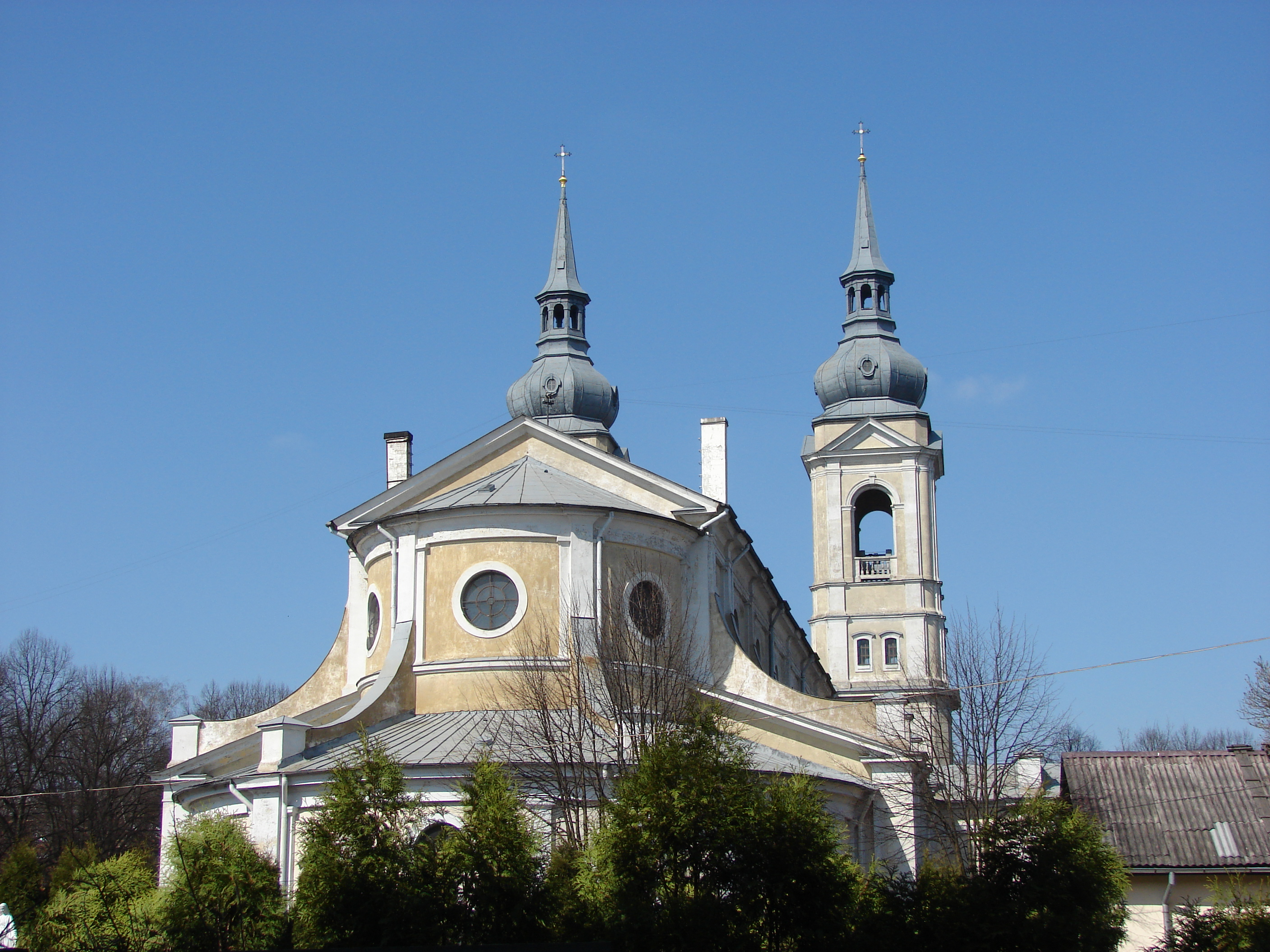
Part trasera amb l'absis

L'Església de la Sant Albert (en letó: Svētā Alberta Romas katoļu baznīca) és una església catòlica romana a la ciutat de Riga, capital de Letònia. L'església està situada al Carrer Liepāja, 38. L'edifici va ser consagrat l'any 1903 i està dedicat al sant i bisbe de Riga Albert de Buxhövden.